# جان کلیو
جان کلیو (انگلیسی: John Clive; ۶ ژانویهٔ ۱۹۳۳ – ۱۴ اکتبر ۲۰۱۲) نویسنده، بازیگر اهل انگلستان بود.
از فیلم‌ها یا برنامه‌های تلویزیونی که وی در آن نقش داشته‌است می‌توان به پرتقال کوکی اشاره کرد.